# Ilse Garnier
Pour les articles homonymes, voir Garnier.
Ilse Garnier, née Göttel, est une poétesse spatialiste française née le 26 juin 1927 à Kaiserslautern en Rhénanie-Palatinat en Allemagne et morte le 17 février 2020 à Amiens, dans la Somme.
En 1950, elle rencontre Pierre Garnier qui deviendra son mari.

## Sur Ilse Garnier
- MOTS de et pour ILSE GARNIER[7], Josef Linschinger dir., textes de Gaby Gappmayr, Ilse Garnier et Pierre Garnier à l'occasion de l'exposition en hommage à Ilse Garnier pour ses 80 ans avec la reproduction des poésies visuelles et des présentations des artistes visuels intervenants, bilingue français / allemand, Bibliothek der Provinz, Allemagne, 2007
- Ilse Garnier, Le Chant de l'espace, revue Chiendents n°22, éditions du Petit véhicule, 2012

(voir aussi la bibliographie du spatialisme et la bibliographie sur Pierre et Ilse Garnier)
Un colloque sur les œuvres de Pierre et Ilse Garnier a eu lieu en mars 2008 à l'université de Picardie Jules-Verne.